# Orchesterakademie Ossiach

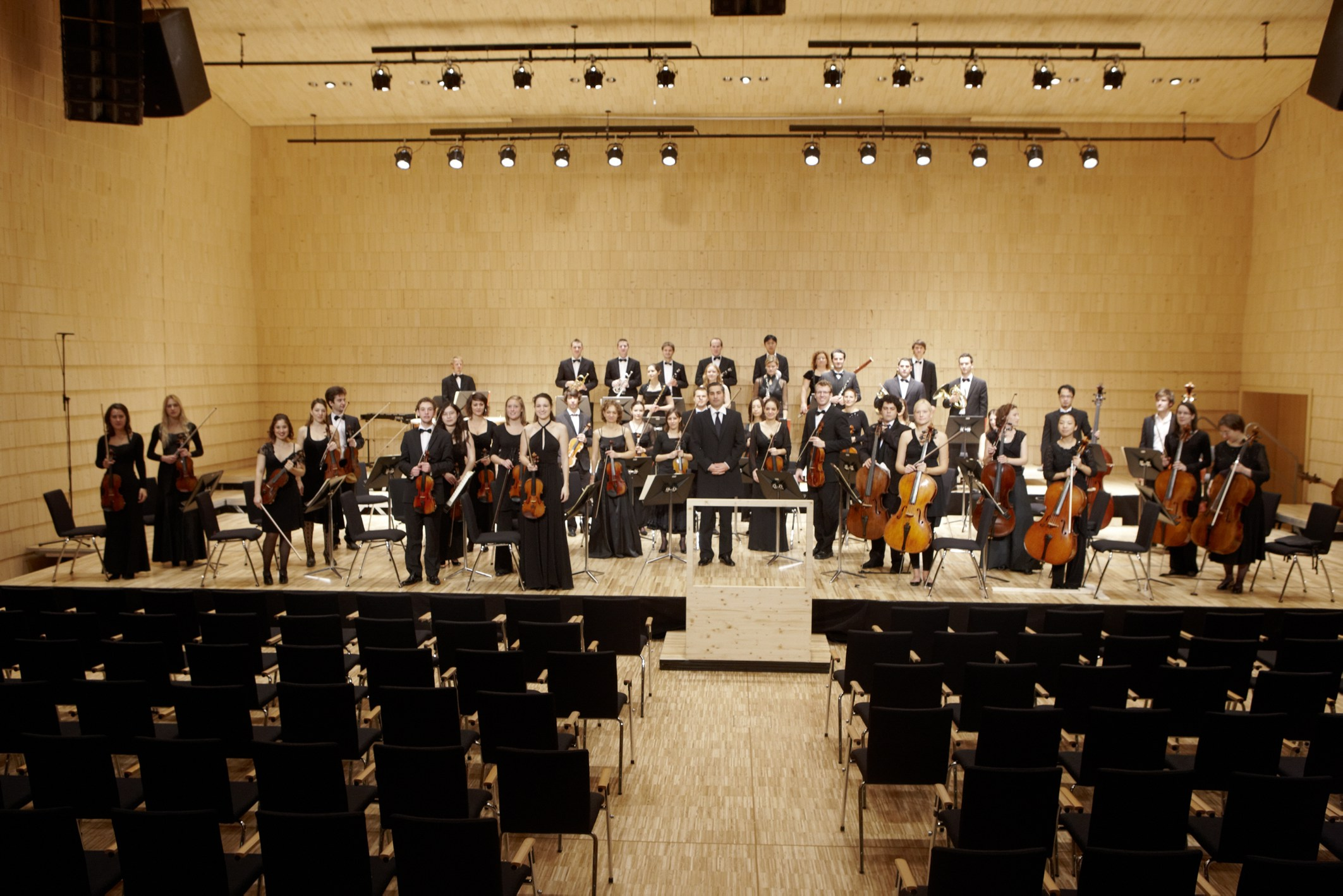
Orchesterakademie Ossiach

Die Orchesterakademie Ossiach war eine vom österreichischen Bundesland Kärnten unterstützte Ausbildungsinitiative für hochtalentierte Orchestermusiker. Sie befand sich im zur Carinthischen Musikakademie ausgebauten Stift in Ossiach. Die Akademie wurde mit Ende 2013 eingestellt.

## Ausbildung
Geleitet wurde die Akademie von Mitgliedern der Wiener Philharmoniker, die Ausbildung bestand aus themenbezogenen sogenannten Projektwochen, die Orchesterarbeitsphasen beinhalteten, sowie die eingehende Beschäftigung mit dem Kammermusikliteratur. Angeboten wurden darüber hinaus Workshops und Meisterkurse sowie Mental- und Motivationstraining. Während der Ausbildung vermittelten Dozenten, Musiker, Dirigenten und Solisten verschiedene Schulen und Traditionen. Die Musiker hatten die Möglichkeit, Stücke in allen kammermusikalischen Formationen einzustudieren und vor Publikum aufzuführen.

## Aufführungen
Die Schüler der Orchesterakademie Ossiach traten auch als eigenständiger Klangkörper und in verschiedenen Kammermusikformationen im Alban-Berg-Konzertsaal in Ossiach auf. Höhepunkt und Abschluss der Arbeitsphase war ein öffentliches Konzert, bei dem die Musiker von Mitgliedern international bekannter Orchester begleitet werden.